# Championnat du monde de Formule 1 2005
Navigation
2004 2006
Le Championnat du monde de Formule 1 2005, qui compte 19 Grands Prix, est remporté par Fernando Alonso et par son écurie Renault.
Après une saison 2004 marquée par la domination sans partage de Ferrari et de son pilote septuple champion du monde, la FIA modifie considérablement les règles : un seul train de pneumatiques par course, un moteur pour deux Grands Prix sous peine d’une pénalisation de dix places sur la grille de départ et une aérodynamique des monoplaces remaniée pour limiter l’appui. La période faste de Michael Schumacher et de son écurie connaît un brutal coup d'arrêt : l'évolution de la F2004 se montre peu compétitive et la F2005 qui lui succède à partir du Grand Prix de Bahreïn n'arrive pas à exploiter ses pneus Bridgestone. « Schumi », hors du coup pour le titre mondial, ne gagne qu'une seule fois, au Grand Prix des États-Unis à Indianapolis où Michelin demande à toutes les écuries qu'il équipe de ne pas disputer la course pour raisons de sécurité, ce qui laisse seulement les six Formule 1 chaussées Bridgestone en piste.
Alliant performance et régularité au volant de sa Renault R25 (six pole positions, sept victoires, quatorze fois sur le podium), Fernando Alonso est sacré champion du monde lors du Grand Prix du Brésil, antépénultième course de la saison. Il devient le premier pilote espagnol et le plus jeune de l'histoire de la discipline (24 ans et 2 mois) à remporter le titre. Son principal adversaire durant la saison est Kimi Räikkönen, qui remporte également sept victoires et monte douze fois sur le podium avec sa McLaren MP4-20-Mercedes pour terminer vice-champion du monde à 21 points. Son coéquipier Juan Pablo Montoya s'impose pour les trois dernières fois de sa carrière.
Avec l'aide de Giancarlo Fisichella (une victoire, trois podiums, onze fois dans les points), Renault obtient son premier titre des constructeurs en tant qu'écurie complète, devançant finalement McLaren de neuf points grâce à la victoire d'Alonso et à la quatrième place de Fisichella à l'arrivée du dix-neuvième et dernier Grand Prix de la saison à Shanghai.

## Repères

### Pilotes
Débuts en tant que pilote-titulaire : 
- Tiago Monteiro chez Jordan.
- Narain Karthikeyan chez Jordan.
- Patrick Friesacher chez Minardi.
- Christijan Albers chez Minardi.
- Vitantonio Liuzzi chez Red Bull pour les Grands Prix de Saint-Marin, d'Espagne, de Monaco et d'Europe.
- Robert Doornbos chez Minardi à partir du Grand Prix de Grande-Bretagne.

 Transferts : 
- Juan Pablo Montoya quitte Williams-BMW pour McLaren-Mercedes.
- David Coulthard quitte McLaren-Mercedes pour Red Bull Racing.
- Jacques Villeneuve quitte Renault pour Sauber.
- Ralf Schumacher quitte Williams-BMW pour Toyota.
- Giancarlo Fisichella quitte Sauber pour Renault.
- Mark Webber quitte Jaguar pour Williams-BMW.
- Nick Heidfeld quitte Jordan pour Williams-BMW.
- Olivier Panis devient pilote de réserve chez Toyota.
- Marc Gené quitte Williams-BMW pour devenir pilote de réserve pour Ferrari.

 Retraits : 
- Gianmaria Bruni (18 GP en 2004)
- Zsolt Baumgartner (18 GP en 2004)
- Giorgio Pantano (14 GP en 2004)
- Cristiano Da Matta (12 GP en 2004)
- Ricardo Zonta (6 GP en 2004)

 Transferts en cours de saison : 
- Robert Doornbos quitte son poste de pilote de réserve chez Jordan pour un poste de titulaire chez Minardi à partir du Grand Prix d'Allemagne en remplacement de Patrick Friesacher.

 Retours en cours de saison : 
- Anthony Davidson (2 GP en 2002) titulaire chez BAR pour disputer le Grand Prix de Malaisie en remplacement de Takuma Satō malade.
- Pedro de la Rosa (63 GP et 6 points entre 1999 et 2002) titulaire chez McLaren-Mercedes pour le Grand Prix de Bahreïn pour suppléer Juan Pablo Montoya blessé.
- Alexander Wurz (52 GP, 1 podium et 26 points entre 1997 et 2000) titulaire chez McLaren-Mercedes pour le Grand Prix de Saint-Marin pour remplacer Juan Pablo Montoya blessé.
- Ricardo Zonta (36 GP et 3 points entre 1999 et 2004) titulaire chez Toyota pour le Grand Prix des États-Unis qu'il n'a pas pu disputer en remplacement de Ralf Schumacher à la suite de son accident pendant les essais.
- Antônio Pizzonia (15 GP et 6 points entre 2003 et 2004) titulaire chez Williams-BMW à partir du Grand Prix d'Italie en remplacement de Nick Heidfeld blessé.

### Écuries
- Jaguar Racing devient Red Bull Racing.
- Fournitures de moteurs Cosworth pour les écuries Red Bull Racing et Minardi.
- Fournitures de moteurs Toyota pour l'écurie Jordan.

## Faits marquants de la saison

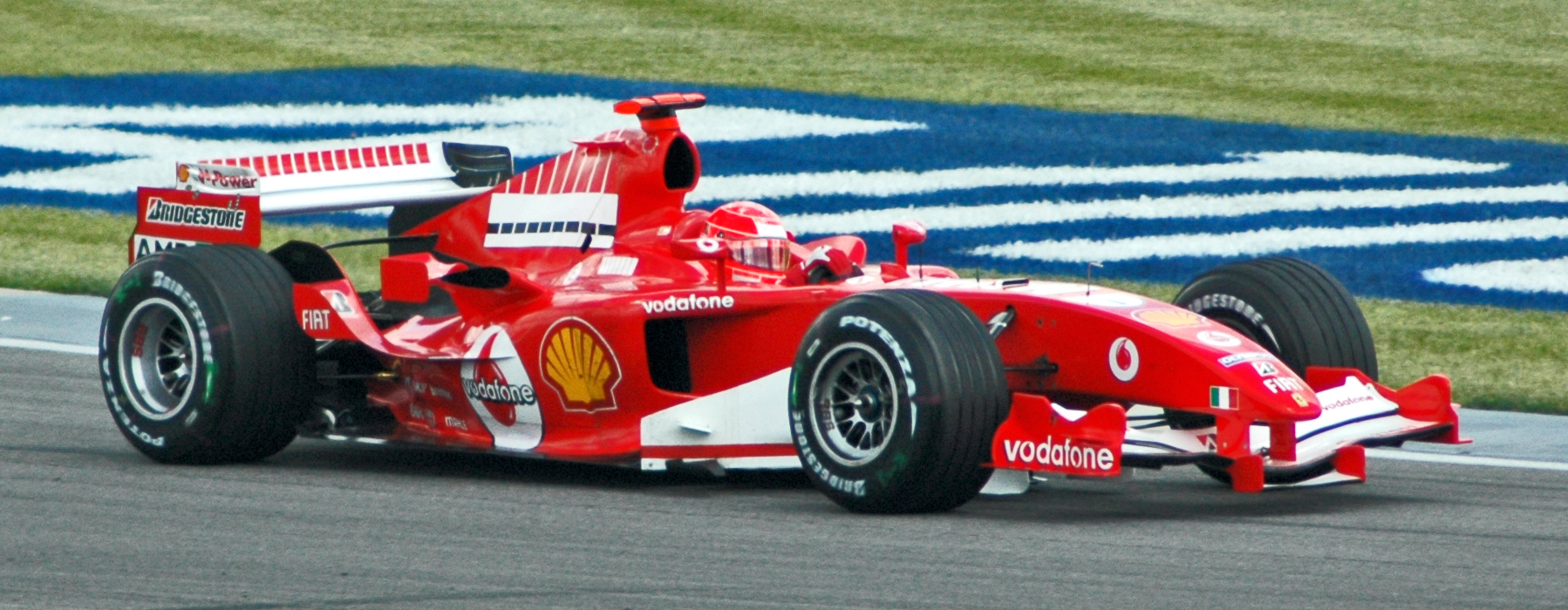
Michael Schumacher au cours du Grand Prix d'Indianapolis.

- Fernando Alonso devient le plus jeune champion du monde de l'histoire de la Formule 1, à 24 ans (record battu par Lewis Hamilton en 2008, puis par Sebastian Vettel en 2010).

- États-Unis : seulement six voitures prennent le départ, toutes les équipes utilisant les pneus Michelin ayant refusé de disputer l'épreuve, pour des raisons de sécurité.

- Disqualification et suspension des BAR-Honda : Les BAR-Honda ont été disqualifiées du Grand Prix de Saint Marin pour réservoir non conforme, puis ont été suspendues pour deux courses.

- Pour la première fois de l'histoire de la Formule 1, il n'y a eu aucun abandon à déplorer au Grand Prix d'Italie : les 20 voitures ont pu toutes rallier l'arrivée malgré un accrochage bénin au 1er virage

- Deux Grands Prix se sont joués dans le dernier tour : le Grand Prix d'Europe gagné par Fernando Alonso à la suite de la rupture de suspension de Kimi Räikkönen et le Grand Prix du Japon gagné par Kimi Räikkönen après avoir dépassé Giancarlo Fisichella dans le dernier tour.

## Règlement sportif: les nouveautés
- Essais libres pour toutes les écuries le samedi de 09h00 à 09h45 et de 10h15 à 11h00.
- Samedi à 13h00 : séance d'essais préqualificatifs servant à établir l'ordre d'entrée en piste des pilotes lors de la séance de qualification du dimanche. Les pilotes s'élancent un à un, dans l'ordre d'arrivée de la course précédente, pour une série de trois tours (lancement depuis les stands, chronométrage sur un tour de piste lancé et décélération pour retour aux stands).
- Dimanche de 10h00 à 11h00 : séance d'essais qualificatifs. Les pilotes s'élancent un à un, dans l'ordre inverse de la séance de préqualification du samedi (le pilote le plus rapide en PQ s'élance en dernier en Q), pour une série de trois tours (lancement depuis les stands, chronométrage sur un tour de piste lancé et décélération pour retour aux stands).
- Le moteur monté sur la monoplace devra être capable d'effectuer 2 Grand Prix dans leur intégralité (essais, qualifications et course). Si le moteur doit être changé, le pilote écopera d'une pénalité de 10 places sur la grille de départ.
- À l'exception des quatre écuries classées en tête du championnat écoulé, toutes les équipes peuvent aligner une troisième monoplace lors des essais libres du vendredi sous réserve que le pilote d'essais n'ait pas disputé plus de 6 Grand Prix au cours des deux saisons écoulées.
- Le pilote doit prendre le départ du Grand Prix avec les pneus utilisés lors de la séance de qualification.
- Il est désormais interdit, sauf pour des raisons impératives de sécurité laissées au jugement des commissaires, de changer de pneumatiques en course.
- Les ravitaillements en carburant entre les essais qualificatifs et la course sont interdits.

## Règlement technique: les nouveautés
- Moteur unique pour toute la durée de 2 week-end de course.
- Aileron arrière avancé de 150 mm par rapport à l'axe des roues.
- Hauteur de l'aileron avant (hors zone centrale de 50 cm de largeur) rehaussé à 15 cm du sol au lieu de 10 cm.
- Hauteur du diffuseur latéral limitée à 125 mm.
- Plancher de la monoplace devant s'arrêter à 400 mm de l'axe des roues arrière (et non plus à la limite des roues).
- Le plancher arrière doit avoir un évidement de 200 mm dans la zone reconsidérée.
- Augmentation de la taille du capot moteur.

## Pilotes et monoplaces
| Légende    |
| ---------- |
| Titulaire  |
| Nouveau    |
| Remplaçant |

| Écurie                     | Constructeur | Châssis      | Moteur               | Pneus | no | Pilotes              | Troisièmes pilotes                                           | Pilotes d'essais |
| -------------------------- | ------------ | ------------ | -------------------- | ----- | -- | -------------------- | ------------------------------------------------------------ | --- |
| Scuderia Ferrari Marlboro  | Ferrari      | F2004M F2005 | Ferrari 055 V10      | B     | 1  | Michael Schumacher   |                                                              | Luca Badoer Marc Gené Andrea Bertolini                                                                                               |
| Scuderia Ferrari Marlboro  | Ferrari      | F2004M F2005 | Ferrari 055 V10      | B     | 2  | Rubens Barrichello   |                                                              | Luca Badoer Marc Gené Andrea Bertolini                                                                                               |
| Lucky Strike BAR Honda     | BAR          | 007          | Honda RA 005 V10     | M     | 3  | Jenson Button        |                                                              | Anthony Davidson Enrique Bernoldi Adam Carroll Tony Kanaan Alan van der Merwe Nelsinho Piquet James Rossiter                         |
| Lucky Strike BAR Honda     | BAR          | 007          | Honda RA 005 V10     | M     | 4  | Takuma Satō          |                                                              | Anthony Davidson Enrique Bernoldi Adam Carroll Tony Kanaan Alan van der Merwe Nelsinho Piquet James Rossiter                         |
| Lucky Strike BAR Honda     | BAR          | 007          | Honda RA 005 V10     | M     | 4  | Anthony Davidson     |                                                              | Anthony Davidson Enrique Bernoldi Adam Carroll Tony Kanaan Alan van der Merwe Nelsinho Piquet James Rossiter                         |
| Mild Seven Renault F1 Team | Renault      | R25          | Renault RS25 V10     | M     | 5  | Fernando Alonso      |                                                              | Franck Montagny Lucas di Grassi Robert Kubica Giorgio Mondini José-Maria Lopez                                                       |
| Mild Seven Renault F1 Team | Renault      | R25          | Renault RS25 V10     | M     | 6  | Giancarlo Fisichella |                                                              | Franck Montagny Lucas di Grassi Robert Kubica Giorgio Mondini José-Maria Lopez                                                       |
| BMW Williams F1 Team       | Williams     | FW27         | BMW P84-5 V10        | M     | 7  | Mark Webber          |                                                              | Antônio Pizzonia Nico Rosberg Andy Priaulx Sebastian Vettel Scott Dixon Luciano Burti Narain Karthikeyan                             |
| BMW Williams F1 Team       | Williams     | FW27         | BMW P84-5 V10        | M     | 8  | Nick Heidfeld        |                                                              | Antônio Pizzonia Nico Rosberg Andy Priaulx Sebastian Vettel Scott Dixon Luciano Burti Narain Karthikeyan                             |
| BMW Williams F1 Team       | Williams     | FW27         | BMW P84-5 V10        | M     | 8  | Antônio Pizzonia     |                                                              | Antônio Pizzonia Nico Rosberg Andy Priaulx Sebastian Vettel Scott Dixon Luciano Burti Narain Karthikeyan                             |
| Team McLaren Mercedes      | McLaren      | MP4-20       | Mercedes F0110 R V10 | M     | 9  | Kimi Räikkönen       | Pedro de la Rosa Alexander Wurz                              | Pedro de la Rosa Alexander Wurz Gary Paffett Darren Turner                                                                           |
| Team McLaren Mercedes      | McLaren      | MP4-20       | Mercedes F0110 R V10 | M     | 10 | Juan Pablo Montoya   | Pedro de la Rosa Alexander Wurz                              | Pedro de la Rosa Alexander Wurz Gary Paffett Darren Turner                                                                           |
| Team McLaren Mercedes      | McLaren      | MP4-20       | Mercedes F0110 R V10 | M     | 10 | Pedro de la Rosa     | Pedro de la Rosa Alexander Wurz                              | Pedro de la Rosa Alexander Wurz Gary Paffett Darren Turner                                                                           |
| Team McLaren Mercedes      | McLaren      | MP4-20       | Mercedes F0110 R V10 | M     | 10 | Alexander Wurz       | Pedro de la Rosa Alexander Wurz                              | Pedro de la Rosa Alexander Wurz Gary Paffett Darren Turner                                                                           |
| Sauber Petronas            | Sauber       | C24          | Petronas 05A V10     | M     | 11 | Jacques Villeneuve   | Neel Jani                                                    | |
| Sauber Petronas            | Sauber       | C24          | Petronas 05A V10     | M     | 12 | Felipe Massa         | Neel Jani                                                    | |
| Red Bull Racing            | Red Bull     | RB1          | Cosworth CRL-3 V10   | M     | 14 | David Coulthard      | Christian Klien Vitantonio Liuzzi Scott Speed                | Scott Speed Neel Jani |
| Red Bull Racing            | Red Bull     | RB1          | Cosworth CRL-3 V10   | M     | 15 | Christian Klien      | Christian Klien Vitantonio Liuzzi Scott Speed                | Scott Speed Neel Jani |
| Red Bull Racing            | Red Bull     | RB1          | Cosworth CRL-3 V10   | M     | 15 | Vitantonio Liuzzi    | Christian Klien Vitantonio Liuzzi Scott Speed                | Scott Speed Neel Jani |
| Panasonic Toyota Racing    | Toyota       | TF105        | Toyota RVX-05 V10    | M     | 16 | Ralf Schumacher      | Ricardo Zonta Olivier Panis                                  | Olivier Panis Ryan Briscoe Franck Perera Borja García                                                                                |
| Panasonic Toyota Racing    | Toyota       | TF105        | Toyota RVX-05 V10    | M     | 16 | Ricardo Zonta        | Ricardo Zonta Olivier Panis                                  | Olivier Panis Ryan Briscoe Franck Perera Borja García                                                                                |
| Panasonic Toyota Racing    | Toyota       | TF105        | Toyota RVX-05 V10    | M     | 17 | Jarno Trulli         | Ricardo Zonta Olivier Panis                                  | Olivier Panis Ryan Briscoe Franck Perera Borja García                                                                                |
| Jordan Grand Prix          | Jordan       | EJ15 EJ15B   | Toyota RVX-05 V10    | B     | 18 | Tiago Monteiro       | Robert Doornbos Franck Montagny Nicolas Kiesa Sakon Yamamoto | Nicky Pastorelli Mario Domínguez Jason Tahincioglu Franck Montagny Anthony Davidson                                                  |
| Jordan Grand Prix          | Jordan       | EJ15 EJ15B   | Toyota RVX-05 V10    | B     | 19 | Narain Karthikeyan   | Robert Doornbos Franck Montagny Nicolas Kiesa Sakon Yamamoto | Nicky Pastorelli Mario Domínguez Jason Tahincioglu Franck Montagny Anthony Davidson                                                  |
| Minardi F1 Team            | Minardi      | PS04B PS05   | Cosworth CRL-3 V10   | B     | 20 | Patrick Friesacher   | Enrico Toccacelo Chanoch Nissany                             | Chanoch Nissany Juan Caceres Roldán Rodríguez Luca Filippi Nicky Pastorelli Davide Rigon Katherine Legge Nicolas Kiesa Paul Stoddart |
| Minardi F1 Team            | Minardi      | PS04B PS05   | Cosworth CRL-3 V10   | B     | 20 | Robert Doornbos      | Enrico Toccacelo Chanoch Nissany                             | Chanoch Nissany Juan Caceres Roldán Rodríguez Luca Filippi Nicky Pastorelli Davide Rigon Katherine Legge Nicolas Kiesa Paul Stoddart |
| Minardi F1 Team            | Minardi      | PS04B PS05   | Cosworth CRL-3 V10   | B     | 21 | Christijan Albers    | Enrico Toccacelo Chanoch Nissany                             | Chanoch Nissany Juan Caceres Roldán Rodríguez Luca Filippi Nicky Pastorelli Davide Rigon Katherine Legge Nicolas Kiesa Paul Stoddart |

## Grands Prix de la saison 2005
La Fédération internationale de l'automobile publie, le 17 décembre 2004, le calendrier officiel de la saison 2005 qui comporte 19 Grands Prix.
| no  | Date         | Grand Prix                    | Lieu              | Vainqueur            | Écurie           | Pole position        | Record du tour       | Résumé |
| --- | ------------ | ----------------------------- | ----------------- | -------------------- | ---------------- | -------------------- | -------------------- | ------ |
| 732 | 6 mars       | Grand Prix d'Australie        | Melbourne         | Giancarlo Fisichella | Renault          | Giancarlo Fisichella | Fernando Alonso      | Résumé |
| 733 | 20 mars      | Grand Prix de Malaisie        | Sepang            | Fernando Alonso      | Renault          | Fernando Alonso      | Kimi Räikkönen       | Résumé |
| 734 | 3 avril      | Grand Prix de Bahreïn         | Sakhir            | Fernando Alonso      | Renault          | Fernando Alonso      | Pedro de la Rosa     | Résumé |
| 735 | 24 avril     | Grand Prix de Saint-Marin     | Imola             | Fernando Alonso      | Renault          | Kimi Räikkönen       | Michael Schumacher   | Résumé |
| 736 | 8 mai        | Grand Prix d'Espagne          | Barcelone         | Kimi Räikkönen       | McLaren-Mercedes | Kimi Räikkönen       | Giancarlo Fisichella | Résumé |
| 737 | 22 mai       | Grand Prix de Monaco          | Monaco            | Kimi Räikkönen       | McLaren-Mercedes | Kimi Räikkönen       | Michael Schumacher   | Résumé |
| 738 | 29 mai       | Grand Prix d'Europe           | Nürburgring       | Fernando Alonso      | Renault          | Nick Heidfeld        | Fernando Alonso      | Résumé |
| 739 | 12 juin      | Grand Prix du Canada          | Montréal          | Kimi Räikkönen       | McLaren-Mercedes | Jenson Button        | Kimi Räikkönen       | Résumé |
| 740 | 19 juin      | Grand Prix des États-Unis     | Indianapolis      | Michael Schumacher   | Ferrari          | Jarno Trulli         | Michael Schumacher   | Résumé |
| 741 | 3 juillet    | Grand Prix de France          | Magny-Cours       | Fernando Alonso      | Renault          | Fernando Alonso      | Kimi Räikkönen       | Résumé |
| 742 | 10 juillet   | Grand Prix de Grande-Bretagne | Silverstone       | Juan Pablo Montoya   | McLaren-Mercedes | Fernando Alonso      | Kimi Räikkönen       | Résumé |
| 743 | 24 juillet   | Grand Prix d'Allemagne        | Hockenheim        | Fernando Alonso      | Renault          | Kimi Räikkönen       | Kimi Räikkönen       | Résumé |
| 744 | 31 juillet   | Grand Prix de Hongrie         | Budapest          | Kimi Räikkönen       | McLaren-Mercedes | Michael Schumacher   | Kimi Räikkönen       | Résumé |
| 745 | 21 août      | Grand Prix de Turquie         | Istanbul          | Kimi Räikkönen       | McLaren-Mercedes | Kimi Räikkönen       | Juan Pablo Montoya   | Résumé |
| 746 | 4 septembre  | Grand Prix d'Italie           | Monza             | Juan Pablo Montoya   | McLaren-Mercedes | Kimi Räikkönen       | Kimi Räikkönen       | Résumé |
| 747 | 11 septembre | Grand Prix de Belgique        | Spa-Francorchamps | Kimi Räikkönen       | McLaren-Mercedes | Juan Pablo Montoya   | Ralf Schumacher      | Résumé |
| 748 | 25 septembre | Grand Prix du Brésil          | Interlagos        | Juan Pablo Montoya   | McLaren-Mercedes | Fernando Alonso      | Kimi Räikkönen       | Résumé |
| 749 | 9 octobre    | Grand Prix du Japon           | Suzuka            | Kimi Räikkönen       | McLaren-Mercedes | Ralf Schumacher      | Kimi Räikkönen       | Résumé |
| 750 | 16 octobre   | Grand Prix de Chine           | Shanghai          | Fernando Alonso      | Renault          | Fernando Alonso      | Kimi Räikkönen       | Résumé |

## Classement des pilotes 2005

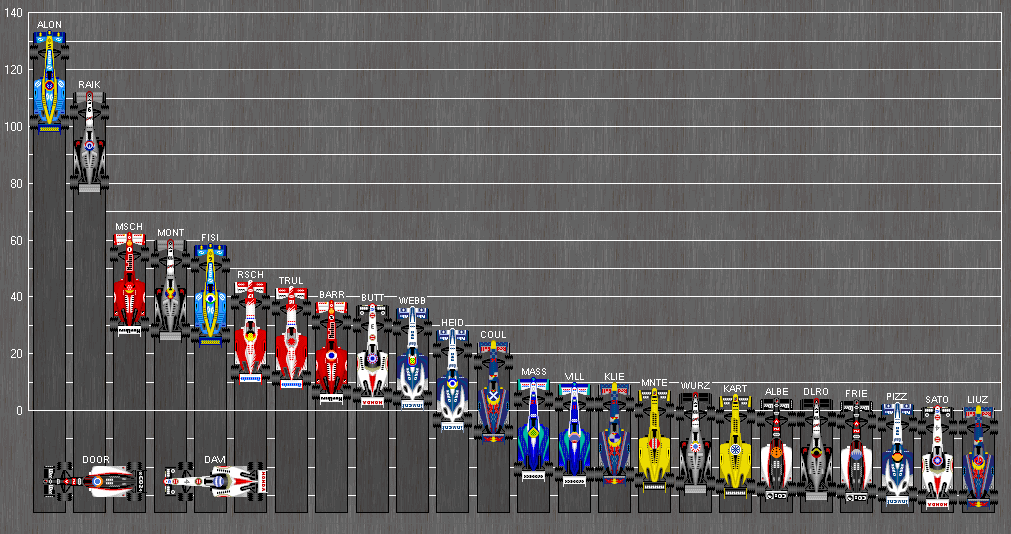
Classement du championnat du monde 2005

| Classement | Pilote               | Points | AUS | MAL | BAR | AUS | ESP | MON | EUR | CAN | USA | FRA | GBR | ALL | HUN | TUR | ITA | BEL | BRA | JAP | CHI |
| ---------- | -------------------- | ------ | --- | --- | --- | --- | --- | --- | --- | --- | --- | --- | --- | --- | --- | --- | --- | --- | --- | --- | --- |
| Champion   | Fernando Alonso      | 133    | 6   | 10  | 10  | 10  | 8   | 5   | 10  | -   | NP  | 10  | 8   | 10  | -   | 8   | 8   | 8   | 6   | 6   | 10  |
| 2e         | Kimi Räikkönen       | 112    | 1   | -   | 6   | -   | 10  | 10  | -   | 10  | NP  | 8   | 6   | -   | 10  | 10  | 5   | 10  | 8   | 10  | 8   |
| 3e         | Michael Schumacher   | 62     | -   | 2   | -   | 8   | -   | 2   | 4   | 8   | 10  | 6   | 3   | 4   | 8   | -   | -   | -   | 5   | 2   | -   |
| 4e         | Juan Pablo Montoya   | 60     | 3   | 5   |     |     | 2   | 4   | 2   | -   | NP  | -   | 10  | 8   | -   | 6   | 10  | -   | 10  | -   | -   |
| 5e         | Giancarlo Fisichella | 58     | 10  | -   | -   | -   | 4   | -   | 3   | -   | NP  | 3   | 5   | 5   | -   | 5   | 6   | -   | 4   | 8   | 5   |
| 6e         | Ralf Schumacher      | 45     | -   | 4   | 5   | -   | 5   | 3   | -   | 3   |     | 2   | 1   | 3   | 6   | -   | 3   | 2   | 1   | 1   | 6   |
| 7e         | Jarno Trulli         | 43     | -   | 8   | 8   | 4   | 6   | -   | 1   | -   | NP  | 4   | -   | -   | 5   | 3   | 4   | -   | -   | -   | -   |
| 8e         | Rubens Barrichello   | 38     | 8   | -   | -   | -   | -   | 1   | 6   | 6   | 8   | -   | 2   | -   | -   | -   | -   | 4   | 3   | -   | -   |
| 9e         | Jenson Button        | 37     | -   | -   | -   | -   | EXC | EXC | -   | -   | NP  | 5   | 4   | 6   | 4   | 4   | 1   | 6   | 2   | 4   | 1   |
| 10e        | Mark Webber          | 36     | 4   | -   | 3   | 2   | 3   | 6   | -   | 4   | NP  | -   | -   | -   | 2   | -   | -   | 5   | -   | 5   | 2   |
| 11e        | Nick Heidfeld        | 28     | -   | 6   | -   | 3   | -   | 8   | 8   | -   | NP  | -   | -   | -   | 3   | -   |     |     |     |     |     |
| 12e        | David Coulthard      | 24     | 5   | 3   | 1   | -   | 1   | -   | 5   | 2   | NP  | -   | -   | 2   | -   | 2   | -   | -   | -   | 3   | -   |
| 13e        | Felipe Massa         | 11     | -   | -   | 2   | -   | -   | -   | -   | 5   | NP  | -   | -   | 1   | -   | -   | -   | -   | -   | -   | 3   |
| 14e        | Jacques Villeneuve   | 9      | -   | -   | -   | 5   | -   | -   | -   | -   | NP  | 1   | -   | -   | -   | -   | -   | 3   | -   | -   | -   |
| 15e        | Christian Klien      | 9      | 2   | 1   | -   |     |     |     |     | 1   | NP  | -   | -   | -   | -   | 1   | -   | -   | -   | -   | 4   |
| 16e        | Tiago Monteiro       | 7      | -   | -   | -   | -   | -   | -   | -   | -   | 6   | -   | -   | -   | -   | -   | -   | 1   | -   | -   | -   |
| 17e        | Alexander Wurz       | 6      |     |     |     | 6   |     |     |     |     |     |     |     |     |     |     |     |     |     |     |     |
| 18e        | Narain Karthikeyan   | 5      | -   | -   | -   | -   | -   | -   | -   | -   | 5   | -   | -   | -   | -   | -   | -   | -   | -   | -   | -   |
| 19e        | Christijan Albers    | 4      | -   | -   | -   | -   | -   | -   | -   | -   | 4   | -   | -   | -   | -   | -   | -   | -   | -   | -   | -   |
| 20e        | Pedro de la Rosa     | 4      |     |     | 4   |     |     |     |     |     |     |     |     |     |     |     |     |     |     |     |     |
| 21e        | Patrick Friesacher   | 3      | -   | -   | -   | -   | -   | -   | -   | -   | 3   | -   | -   |     |     |     |     |     |     |     |     |
| 22e        | Antônio Pizzonia     | 2      |     |     |     |     |     |     |     |     |     |     |     |     |     |     | 2   | -   | -   | -   | -   |
| 23e        | Takuma Satō          | 1      | -   |     | -   | -   | EXC | EXC | -   | -   | NP  | -   | -   | -   | 1   | -   | -   | -   | -   | -   | -   |
| 24e        | Vitantonio Liuzzi    | 1      |     |     |     | 1   | -   | -   | -   |     |     |     |     |     |     |     |     |     |     |     |     |
| 25e        | Robert Doornbos      | 0      |     |     |     |     |     |     |     |     |     |     |     | -   | -   | -   | -   | -   | -   | -   | -   |
| 26e        | Ricardo Zonta        | 0      |     |     |     |     |     |     |     |     | NP  |     |     |     |     |     |     |     |     |     |     |
| 27e        | Anthony Davidson     | 0      |     | -   |     |     |     |     |     |     |     |     |     |     |     |     |     |     |     |     |     |

## Classement des constructeurs 2005
| Classement | Écurie            | Points | AUS | MAL | BAR | AUS | ESP | MON | EUR | CAN | USA | FRA | GBR | ALL | HUN | TUR | ITA | BEL | BRA | JAP | CHI |
| ---------- | ----------------- | ------ | --- | --- | --- | --- | --- | --- | --- | --- | --- | --- | --- | --- | --- | --- | --- | --- | --- | --- | --- |
| Champion   | Renault           | 191    | 16  | 10  | 10  | 10  | 12  | 5   | 13  | -   | NP  | 13  | 13  | 15  | -   | 13  | 14  | 8   | 10  | 14  | 15  |
| 2e         | McLaren-Mercedes  | 182    | 4   | 5   | 10  | 6   | 12  | 14  | 2   | 10  | NP  | 8   | 16  | 8   | 10  | 16  | 15  | 10  | 18  | 10  | 8   |
| 3e         | Ferrari           | 100    | 8   | 2   | -   | 8   | -   | 3   | 10  | 14  | 18  | 6   | 5   | 4   | 8   | -   | -   | 4   | 8   | 2   | -   |
| 4e         | Toyota            | 88     | -   | 12  | 13  | 4   | 11  | 3   | 1   | 3   | NP  | 6   | 1   | 3   | 11  | 3   | 7   | 2   | 1   | 1   | 6   |
| 5e         | Williams-BMW      | 66     | 4   | 6   | 3   | 5   | 3   | 14  | 8   | 4   | NP  | -   | -   | -   | 5   | -   | 2   | 5   | -   | 5   | 2   |
| 6e         | BAR-Honda         | 38     | -   | -   | -   | -   | EXC | EXC | -   | -   | NP  | 5   | 4   | 6   | 5   | 4   | 1   | 6   | 2   | 4   | 1   |
| 7e         | Red Bull-Cosworth | 34     | 7   | 4   | 1   | 1   | 1   | -   | 5   | 3   | NP  | -   | -   | 2   | -   | 3   | -   | -   | -   | 3   | 4   |
| 8e         | Sauber-Petronas   | 20     | 2   | -   | 2   | 5   | -   | -   | -   | 5   | NP  | 1   | -   | 1   | -   | -   | -   | 3   | -   | -   | 3   |
| 9e         | Jordan-Toyota     | 12     | -   | -   | -   | -   | -   | -   | -   | -   | 11  | -   | -   | -   | -   | -   | -   | 1   | -   | -   | -   |
| 10e        | Minardi-Cosworth  | 7      | -   | -   | -   | -   | -   | -   | -   | -   | 7   | -   | -   | -   | -   | -   | -   | -   | -   | -   | -   |